# Nebalia mortoni
Nebalia mortoni is een kreeftachtigensoort uit de familie van de Nebaliidae. De wetenschappelijke naam van de soort is voor het eerst geldig gepubliceerd in 2011 door Lee & Bamber.